# Provincia de Vilna
La provincia de Vilna (del lituano: Vilniaus apskritis) es una de las diez provincias en que se divide Lituania. Cubre un área de 9.760 km² y albergaba una población de 850.700 personas en 2001. La capital es Vilna. La mayor parte de la población polaca de Lituania se concentra en este condado, donde representan el 29% de la población, y donde se habla el idioma polaco.

## Municipios
La provincia de Vilna está dividida en ocho municipios, de los cuales seis son distritos municipios (DM), uno es ciudad municipio (CM) y uno es municipio (M).
- Elektrėnai (M)
- Šalčininkai (DM)
- Širvintos (DM)
- Švenčionys (DM)
- Trakai (DM)
- Ukmergė (DM)
- Vilna (CM)
- Vilna (DM)